# Lepisorus spicatus
Lepisorus spicatus là một loài dương xỉ trong họ Polypodiaceae. Loài này được L. f. Li Wang mô tả khoa học đầu tiên năm 2010.